# Медаль за відмінну поведінку (США)

Медаль за відмінну поведінку армії

Медаль за відмінну поведінку ПС

Медаль за відмінну поведінку Корпусу морської піхоти

Медаль за відмінну поведінку ВМС

Медаль за відмінну поведінку Берегової охорони

Меда́ль за відмі́нну поведі́нку (США) (англ. Good Conduct Medal) — військова винагорода США.
Медаль за відмінну поведінку одна з найстаріших медалей Збройних Сил США. У Військово-морських силах вона була заснована в 1869 році, а для корпусу морської піхоти в 1896. Берегова Охорона створила власну медаль за відмінну поведінку військовослужбовців у 1923, армія в 1941. Повітряні сили приєдналися останніми до традиції заохочувати тих, хто під час військової служби проявив наполегливість, старанність та відмінну поведінку, заснувавши власну медаль у 1963 році (з лютого 2006 по лютий 2009 медаль була скасована).